# Liste des vidames d'Amiens
Le vidame d'Amiens est, au Moyen Âge et à l'époque moderne, le commandant militaire suprême des évêques d'Amiens.
Le titre de vidame d’Amiens était attaché à la terre et au château de Picquigny, située dans l'actuel département de la Somme, en Picardie. 
Vidame (bas latin vicedominus, composé du latin vice et dominus, « seigneur ») était, un officier chargé d'exercer les pouvoirs temporels (militaires et judiciaire) en lieu et place d'un seigneur ecclésiastique (évêque ou abbé). 

## Histoire
Les premiers titulaires de la vidamé d'Amiens appartenaient à la famille des seigneurs de Picquigny, qui s'éteint au XIVe siècle. 
L'héritière de la famille de  Picquigny, Marguerite de Picquigny (v. 1325- après 1398), fille de Robert de Picquigny, épousa, le 12 novembre 1342, Robert III d’Ailly dit « Wautier » (v. 1305-1384), chevalier, seigneur d'Ailly-le-Haut-Clocher, Boubers et Fontaine-sur-Somme. Le titre fut conservé dans leur descendance directe jusqu'à la fin du XVIIe siècle. 
Cette branche des d'Ailly s'éteignit avec Claire Charlotte Eugénie d’Ailly, qui épousa, en 1620, Honoré d'Albert (1581-1649), duc de Chaulnes, maréchal de France en 1619, à la condition que lui et sa postérité prennent le nom, les armes et le cri de la maison d'Ailly. 
Il a parfois été appelé, à la suite de ce mariage, « Chaulnes-Picquigny. » L'aîné de leurs fils, Henri-Louis prit le titre de vidame d'Amiens, avant de succéder à son père comme duc de Chaulnes. 
Aux générations suivantes des ducs de Chaulnes, également possessionnés de la terre et seigneurie de Picquigny, le titre de vidame d'Amiens et celui de seigneur de Picquigny apparurent comme titres d'attente pour l'héritier du titre de duc de Chaulnes. 

## Liste des vidames d'Amiens

### Maison de Picquigny[1]
- Eustache de Picquigny, en 1066 a témoigné en tant que vidame d’Amiens, fils de Guermond et d'Adèle ;
- Arnoul, Sire de Picquigny, vidame d’Amiens ;
- Guermond Ier de Picquigny (v. 1080 - v. 1131), frère ou fils d'Arnoul ;
- Gérard Ier de Picquigny († v. 1176/78), son fils ;
- Guermond II de Picquigny († v. 1186), son fils ;
- Gérard II de Picquigny († 1190), son fils
- Enguerrand Ier de Picquigny († 1224), son frère ;
- Gérard III de Picquigny († v. 1248), son fils ;
- Jean Ier de Picquigny († 1304), son fils ;
- Renault de Picquigny, vidame d‘Amiens († 1315), son fils ;
- Marguerite Ire de Picquigny, vidamesse d’Amiens († 1378), sa fille, épouse :
  - 1re union en décembre 1323 avec Jean de Roucy/Roussy ;
  - 2e union en juillet 1328 avec Gaucher de Noyers († 1339<1344)
  - 3e union v. 1358 avec Raoul de Raineval, sieur de Raineval et de Pierrepont, grand panetier de France ;

De ses 3 unions, Marguerite Ire n'eut aucune descendance. Un arrêt du 17 août 1381 désigna le nouveau vidame : 
- Marguerite II de Picquigny († 1398), vidamesse d'Amiens, sa cousine germaine, fille de Robert de Picquigny et de Ne de Fluy.
  - Jean de Pierrepont († 1326/28), seigneur de Pierrepont, sire de Picquigny, vidame d'Amiens ;
  - Robert III d’Ailly (v. 1305-1384), chevalier, seigneur d'Ailly-le-Haut-Clocher, Boubers et Fontaine-sur-Somme, seigneur de Picquigny, vidame d'Amiens.

### Maison d'Ailly
- Baudoin d'Ailly (v. 1355-1415), seigneur de Picquigny, vidame d’Amiens, fils de Marguerite II et de Robert III d'Ailly;
- Raoul III d'Ailly († 1463), son fils ;
- Jean II d'Ailly († 1492), son fils ;
- Charles Ier d'Ailly († 1522), son fils ;
- Antoine d'Ailly, son fils, baron de Picquigny, vidame d’Amiens ;
- Charles II d'Ailly, son  fils, baron de Picquigny, vidame d’Amiens ;
- Emmanuel Philibert d'Ailly († 1619), son fils, baron de Picquigny, vidame d’Amiens ;
- Claire Charlotte Eugénie d'Ailly († 1681), sa fille, comtesse de Chaulnes, dame de Picquigny, vidamesse d'Amiens, « la plus riche fille qu'il y eut alors en France[2] » ; épouse, en 1620, Honoré d'Albert (1581-1649), 1er duc de Chaulnes, maréchal de France.

### Maison d'Albert[3]
- Henri Louis d'Albert d'Ailly († 1653), leur fils, vidame d’Amiens, puis 2e duc de Chaulnes ;
- Charles d'Albert d'Ailly († 1698), frère du précédent, vidame d’Amiens, puis 3e duc de Chaulnes ;
- Louis Auguste d'Albert d'Ailly († 1744), cousin du précédent, vidame d’Amiens, 4e duc de Chaulnes ;
- Louis Marie d'Albert d'Ailly († 1724), fils du précédent, vidame d’Amiens ;
- Charles François d'Albert d'Ailly (1707-1731), frère du précédent, vidame d'Amiens et duc de Picquigny (1724) ;
- Michel Ferdinand d'Albert d'Ailly (1714-1769), frère du précédent, vidame d'Amiens et duc de Picquigny (1731), puis 5e duc de Chaulnes (1744) ;
- Louis Joseph d'Albert d'Ailly (1741-1792), fils du précédent, vidame d'Amiens et duc de Picquigny (1744), puis 6e duc de Chaulnes (1769).

## Sources
- (de) Cet article est partiellement ou en totalité issu de l’article de Wikipédia en allemand intitulé « Vidame d’Amiens » (voir la liste des auteurs).

- François Irénée Darsy, Picquigny et ses seigneurs, vidames d'Amiens, 1860, Abbeville, P. Briez.